# Carl Thiel (Filmkomponist)
Carl Johan Thiel (* 30. November 1965 in Mexiko-Stadt) ist ein US-amerikanischer Filmkomponist.

## Leben
Carl Thiel wuchs in einer musikalischen Familie auf. Sein schwedischer Vater ist promovierter Musiker und Konzertpianist, der nach Mexiko auswanderte. Thiel erlernte bereits mit sechs Jahren das Piano. Seine Schulzeit verbrachte er an der Trinity College School in Ontario. Er studierte Musik an der University of Texas at Austin und konnte sich als Komponist für Werbemusik etablieren. Bekanntheit erlangte er als Komponist für die von Robert Rodriguez inszenierten Kinofilme wie Mission 3D, Machete Kills und Sin City 2: A Dame to Kill For.

## Filmografie (Auswahl)
- 2003: Mission 3D (Spy Kids 3-D: Game Over)
- 2009: Das Geheimnis des Regenbogensteins (Shorts)
- 2011–2013: Last Man Standing (Fernsehserie, 25 Folgen)
- 2011: Spy Kids – Alle Zeit der Welt (Spy Kids: All the Time in the World)
- 2013: Machete Kills
- 2013: Mein Nachbar der Weihnachtsmann (Angels Sing)
- 2014–2016: From Dusk Till Dawn: The Series (Fernsehserie, 30 Folgen)
- 2014: Sin City 2: A Dame to Kill For